# Sân bay Benguela
Sân bay Benguela (IATA: BUG, ICAO: FNBG), cũng gọi là Sân bay Gen. V. Deslandes, là một sân bay phục vụ Benguela, một thành phố ở tỉnh Benguela của Angola. Sân bay này có một đường băng dài 1620 m bề mặt nhựa đường.

## Các hãng hàng không và các tuyến điểm
Hiện có các hãng hàng không sau đang hoạt động tại sân bay Benguela:
- SonAir [4]